# Crise da segurança pública no Espírito Santo em 2017
A crise da segurança pública no Espírito Santo em 2017 começou em 4 de fevereiro devido à paralisação da Polícia Militar do Espírito Santo por reivindicação da correção da remuneração dos policiais militares pela inflação do período junto com o retroativo referente à ausência dessa correção desde 2010. As manifestações ocorreram em toda a Região Metropolitana de Vitória.
Greves de militares no Brasil são inconstitucionais, conforme prevê o artigo 142, inciso IV da Constituição Federal. Uma decisão tomada pelo Tribunal de Justiça do Espírito Santo em 6 de fevereiro declarou a ilegalidade do movimento, determinando o fim da greve e uma multa diária de 100 mil reais se a PM não cumprisse a ordem.
Após reunião com Governo do Estado iniciada em 24 de fevereiro, mulheres e familiares desocupam os quartéis em 25 de fevereiro. Desde o início do movimento 219 pessoas sofreram mortes violentas no estado. O município de Serra, o mais populoso do estado.

## Greve da Polícia Militar

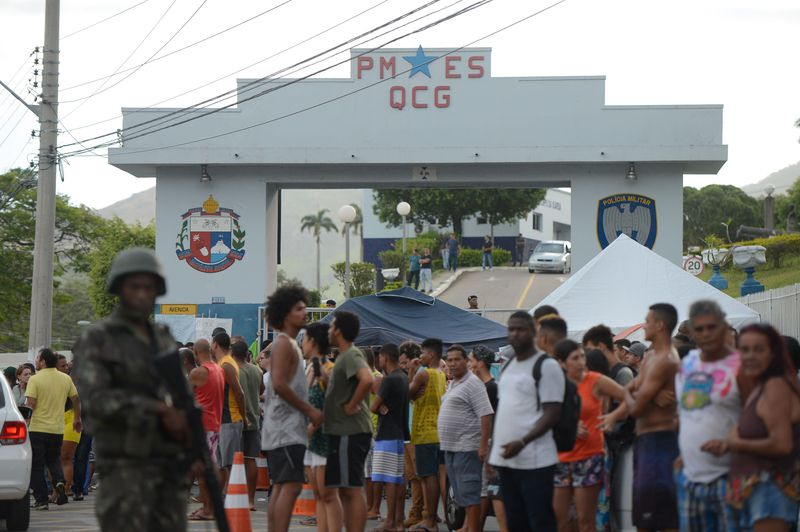
Protesto de moradores em frente ao Comando Geral da Polícia Militar do Espírito Santo em Maruípe

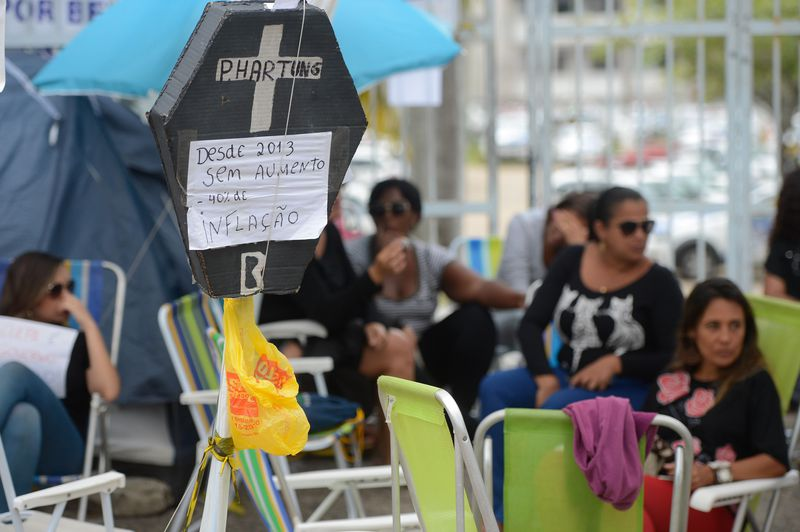
Cartaz de familiares de policiais militares em Vitória: "Desde 2013 sem aumento. 40% de inflação."

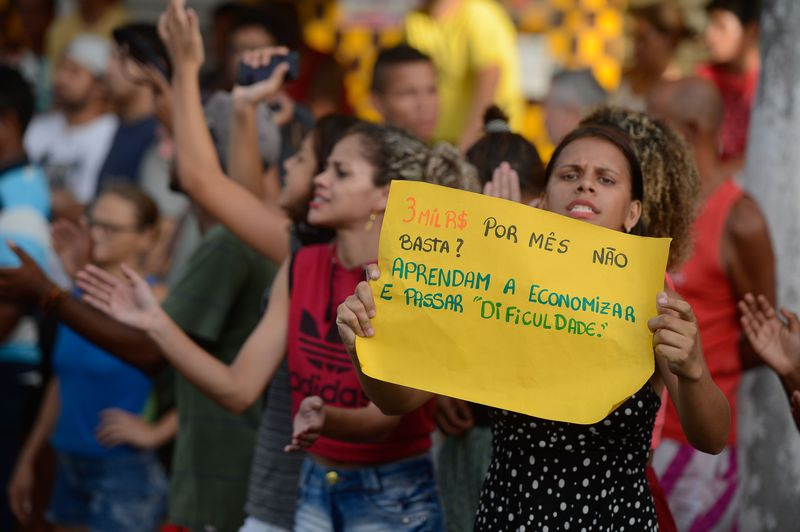
Protesto de moradores em frente ao Comando Geral da Polícia Militar do Espírito Santo em Maruípe

No dia 3 de fevereiro de 2017, no período da manhã, esposas, conhecidos e demais familiares de policiais protestaram em frente ao Destacamento da Polícia Militar bloqueando a saída de viaturas da polícia no Bairro Feu Rosa, na Serra. Nenhum carro saiu do destacamento que atende as regiões de Jacaraípe, Nova Almeida, Manguinhos, Feu Rosa e Vila Nova de Colares. Segundo a polícia, os protestos foram pacíficos. A paralisação efetivamente começou na madrugada de sábado, 4 de fevereiro, com protestos nas cidade da Grande Vitória, Linhares e Aracruz, Colatina e Piúma.
Os manifestantes reivindicavam a correção da remuneração dos policiais militares pela inflação do período, além do retroativo referente à ausência dessa correção desde 2010, auxílio-alimentação, adicionais de periculosidade e de insalubridade. Os manifestantes pediam também a anistia geral de sanções administrativas e judiciais que poderiam ser impostas para todos os policiais e manifestantes. O major Rogério Fernandes Lima denunciou a falta de coletes à prova de balas para os policiais e que a frota de viaturas estava em más condições de uso, sem renovação desde 2013. Segundo o major, o hospital da PM também estaria "sucateado".
A situação ficou mais crítica quando o vice-presidente do Sindicato dos Policiais Civis do estado afirmou que, após a paralisação da PM, a Polícia Civil entraria em greve. E assim em 8 de fevereiro a Polícia Civil fez paralisação pela morte de um policial civil em Colatina. "Nosso salário é um dos mais baixos do Brasil. Nos últimos anos, não houve recomposição por causa da inflação" disse Humberto Mileip, integrante do sindicato dos policiais.
Em 7 de fevereiro, houve confrontos entre os próprios civis. Grupos de moradores da região foram aos quartéis convencer os manifestantes a desocuparem o local. Assim, moradores protestaram exigindo a volta do policiamento. O exército precisou controlar a manifestação. Em 10 de fevereiro, representantes dos policiais militares fecharam um acordo com o governo para cessar o movimento. A negociação terminou sem reajuste salarial para a categoria, mas ficou acertado que o Governo iria desistir das ações judiciais contra as associações, e formar uma comissão para regulamentar a carga horária dos policiais. Uma das manifestantes que ocupavam a porta do Batalhão de Missões Especiais (BME), em Vitória, negou que o movimento tivesse se encerrado após a reunião entre associações e Governo. No dia seguinte, os manifestantes ignoraram o acordo entre o governo e as associações, alegando a falta de legitimidade do acordo.
Em 23 de fevereiro, a Justiça Estadual mandou identificar, intimar e citar todas as pessoas que estivessem bloqueando o Quartel de Maruípe ou os batalhões da Polícia Militar. O juiz responsável autorizou, nesse caso, o uso da força policial. Quem não saísse da frente dos batalhões poderia ser multado em dez mil reais ao dia.
Após reunião com Governo do Estado iniciada em 24 de fevereiro, mediada pelo Ministério Público do Trabalho, houve consenso entre as partes, então as mulheres e familiares desocuparam os quartéis na manhã de 25 de fevereiro. A primeira audiência para negociar benefícios foi realizada em 2 de março.

### Ilegalidade
São inconstitucionais as greves de militares no Brasil, conforme prevê o artigo 142, inciso IV da Constituição Federal. Uma decisão tomada pelo Tribunal de Justiça do Espírito Santo em 6 de fevereiro declarou a ilegalidade do movimento, determinando o fim da greve e uma multa diária de 100 reais mil se a PM não cumprisse a ordem. Segundo Dirceu Augusto da Câmara Valle, doutor e mestre em Direito processual penal pela PUC-SP, a razão do impedimento legal para que militares façam greve é o próprio poder que as tropas possuem. Segundo o professor, "são tropas armadas, baseadas em hierarquia e disciplina. Elas têm condições de tomar o Estado. Então, o constituinte entendeu por bem impedir que os PMs e militares das Forças Armadas tivessem a possibilidade de fazer greve", sendo que isso não é exclusividade do Brasil. Afirma ainda que, pelo fato que o serviço prestado pela Polícia Militar estar entre os considerados essenciais para a sociedade, existe um questionamento quanto ao direito de fazer paralisações, pedindo melhores condições, por quem é responsável pela segurança da população. Ainda segundo o professor Câmara Valle, a categoria dos policiais militares é especial, sendo a mais diferente dentro do serviço público, por não lhes ser dado o direito legal de se manifestar através do direito de greve, sem que haja prejuízo da sociedade. O movimento dos policiais militares do Espírito Santo foi definido como "greve branca", quando não há represálias ou enfrentamento.
Pela mesma razão, o entendimento do Supremo Tribunal Federal normalmente determina como ilegal a omissão do estado para o comando dado na constituição que obriga o governo a rever o subsidio dos funcionários públicos. Conforme exemplo do RE 565.089/SP onde, dada a impossibilidade de realizar greves por parte de policiais militares, o ministro do Supremo Tribunal Federal Marco Aurélio Mello diz:
O verdadeiro prejudicado com a paralisação da máquina administrativa é o administrado. Daí a importância da garantia constitucional. Essa se revela na leitura do artigo 37, inciso X, da Constituição. (...) O quadro demonstra o desprezo do Executivo ao que garantido constitucionalmente aos servidores públicos quanto ao reajuste da remuneração de forma a repor o poder aquisitivo da moeda. Nas esferas federal, estadual e municipal, em verdadeiro círculo vicioso, os olhos são fechados à cláusula clara e precisa do inciso X do artigo 37 da Carta Federal, asseguradora da revisão geral anual da remuneração, sempre na mesma data e sem distinção de índices.
O ministro indica que a reiterada inação Estado em cumprir esse dever resulta em grave redução do subsídio dos servidores ao longo do tempo e demonstra que a ilegalidade dessa omissão incide no fato dessa redução ser vedada no artigo 37, inciso XV, da Constituição. Ele também indica a confusão feita entre aumento salarial e reajuste salarial onde cita o texto da RE 1.112.524/DF:
A correção monetária plena é mecanismo mediante o qual se empreende a recomposição da efetiva desvalorização da moeda, com o escopo de se preservar o poder aquisitivo original, sendo certo que independe de pedido expresso da parte interessada, não constituindo um plus que se acrescenta ao crédito, mas um minus que se evita.
Marco Aurélio lembra que o descumprimento desse dever sob justificativas financeiras não é aceitável, apontando o ato como tentativa de obter vantagem indevida para o Poder Público e descreve as potenciais consequências da omissão do estado no descumprimento desse dever:
A consequência é o achatamento incompatível com a própria relação jurídica mantida, decorrendo desse fenômeno a quebra de equação inicial e o enriquecimento sem causa por parte do Estado. Continua ele contando com a valia dos serviços que, paulatinamente, são remunerados de maneira a revelar decesso.
E diz que, conforme disposto no § 6º do mencionado artigo 37 da Lei Maior, a responsabilidade de qualquer dano decorrente dessa omissão é do Estado.
Desde 2015 o governo estadual ignorou várias decisões judiciais que determinam o pagamento do auxílio-alimentação aos policiais militares.

### Crise na segurança pública estadual
Segundo o Sindicato dos Policiais Civis do Espírito Santo, 215 pessoas sofreram mortes violentas no Espírito Santo desde que começaram os protestos até 24 de fevereiro de 2017. O município de Serra, o mais populoso do estado, foi o  com o maior número de mortes com 50 homicídios. Os dias mais violentos foram 6 de fevereiro, com 40 mortos, e o dia seguinte, com 22. Como comparação, de acordo com dados da Secretaria de Estado de Segurança Pública, entre 4 e 10 de fevereiro do ano anterior, ocorreram 25 homicídios. Em todo o mês de fevereiro de 2012, foram 158, e em apenas sete dias de fevereiro de 2016, 122.

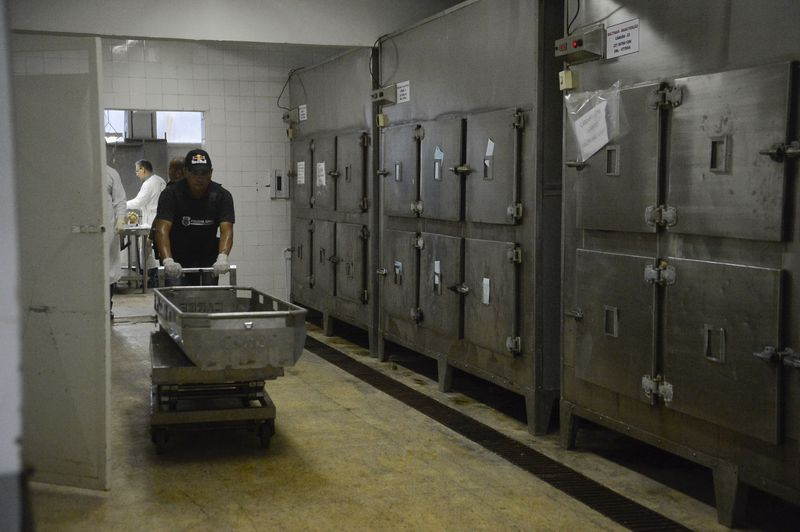
Mais de cem corpos chegaram ao DML de Vitória.

Segundo a Ordem dos Advogados do Brasil no estado, até 10 de fevereiro, 90% dos mortos era de homens, com concentração de vítimas na faixa dos 17 aos 20 anos de idade, e a maioria foi vítima de disparos de armas de fogo. Entre os mortos estão usuários de drogas ilegais, pessoas com antecedentes criminais, vítimas de balas perdidas e pessoas com deficiência. Também foram mortos um policial civil e o presidente do Sindicato dos Rodoviários de Guarapari.
Com a violência aumentando constantemente, o governo estadual pediu ajuda das Forças Armadas e da Força Nacional para conter os meliantes.
O Departamento Médico Legal (DML) de Vitória ficou com suas geladeiras lotadas e com corpos espalhados por seus corredores. Em condições normais, três a quatro corpos são periciados e dois são liberados por dia no DML da capital, que comporta no máximo 36.
Além de mortes, mais de 600 veículos foram roubados nesse período. O número de ocorrências aumentou dez vezes em relação à média no estado. Segundo o presidente do Sindicato da Polícia Civil, esta não tem efetivo suficiente para investigar crimes desta magnitude.
No período da greve, lojas, escolas e postos de saúde foram fechados. A volta às aulas foi suspensa para alunos da rede pública. Algumas agências bancárias e shoppings funcionaram regularmente.
Em razão dos atos de violência no Estado, nos dia 9 e 10 de fevereiro, a Vale, operadora do trem de passageiros da Estrada de Ferro Vitória a Minas (EFVM), suspendeu a circulação da composição no trecho que passa pelo Espírito Santo. Nesses dois dias, o trem operou apenas entre Belo Horizonte e Governador Valadares, na região leste de Minas Gerais.
Até 20 de fevereiro 28 prefeituras de municípios do Estado anunciaram o cancelamento da programação de Carnaval. Elas alegaram falta de segurança, já que apenas parte da Polícia Militar estava nas ruas.

### Retorno às ruas
Dos 78 municípios do Espírito Santo, 23 têm o efetivo completo da Polícia Militar nas ruas, segundo dados divulgados pela Secretaria de Estado da Segurança Pública (Sesp) até 22 de fevereiro. No entanto, 71% das cidades capixabas ainda seguem com o policiamento parcial nas ruas. O Estado possui 9 500 militares da PM, sendo que 6 500 haviam retornado às atividades.
Em 23 de fevereiro de 2017, Viana tornou-se a primeira cidade da Grande Vitória a ter policiamento completo totalizando 26 municípios com efetivo completo.
O comandante-geral da Polícia Militar, coronel Nylton Rodrigues, anunciou que todo o efetivo estava nas ruas do estado a partir de 25 de fevereiro após a desocupação dos quartéis.

## Resposta

### Governo

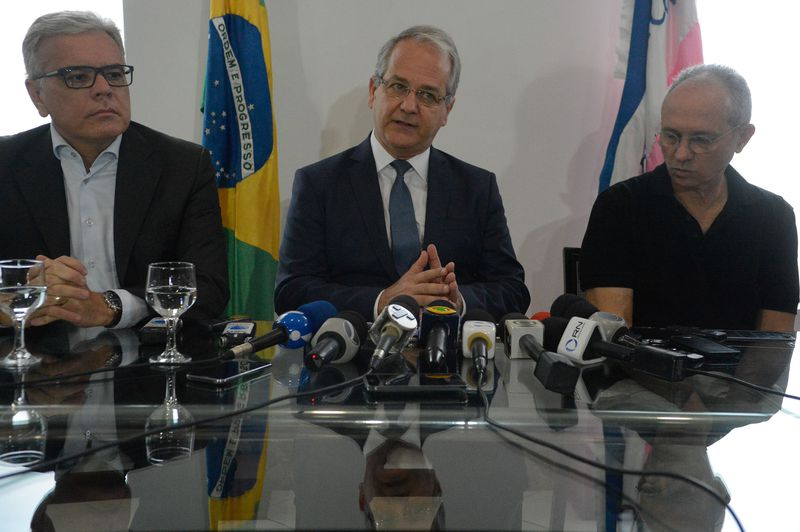
O secretário de Segurança Pública, André Garcia, o governador em exercício, César Colnago, e o governador licenciado, Paulo Hartung (à direita), em entrevista coletiva em 8 de fevereiro de 2017.

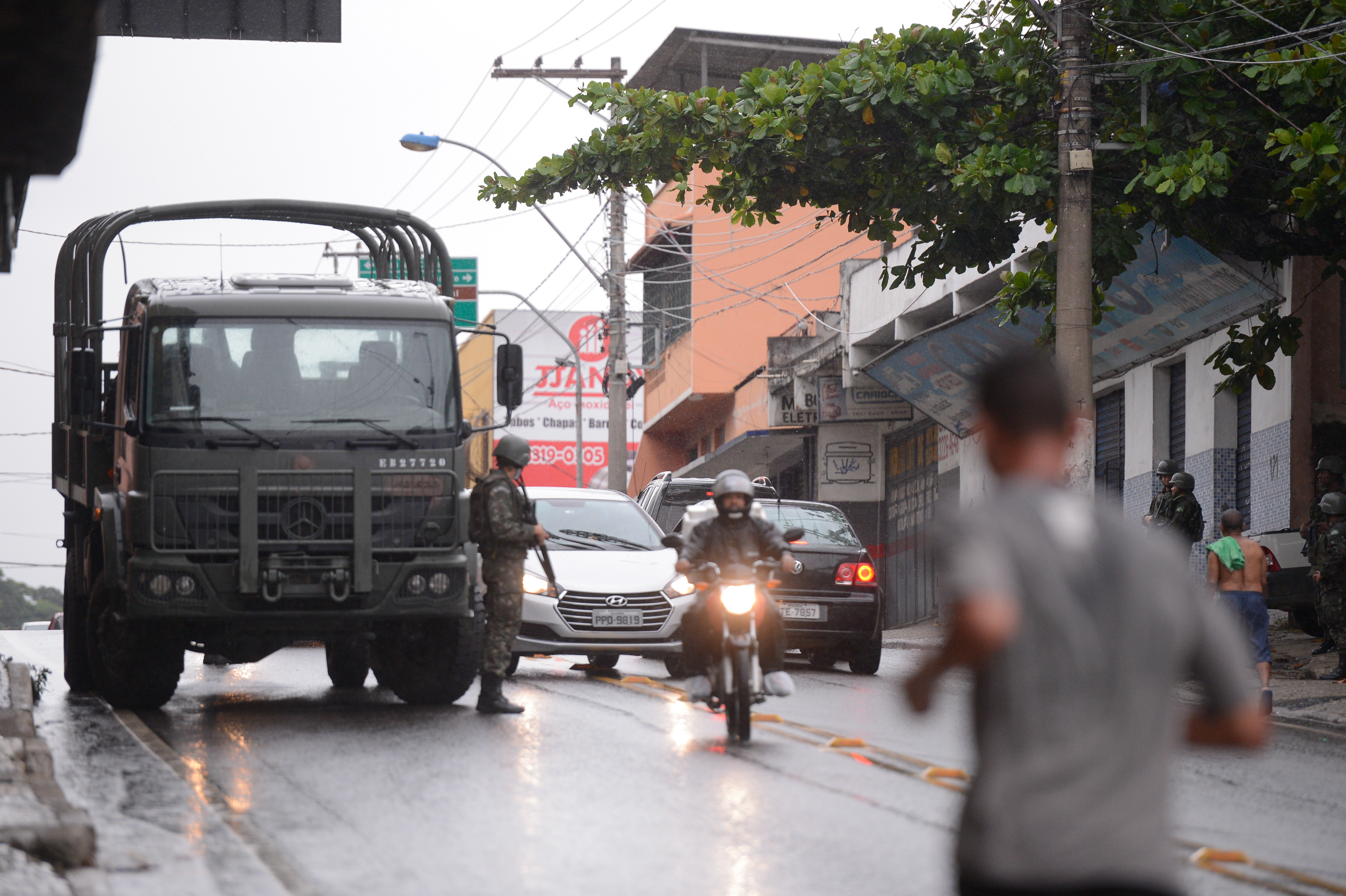
Soldados do Exército Brasileiro fazem a segurança das ruas de Vila Velha, na Região Metropolitana de Vitória

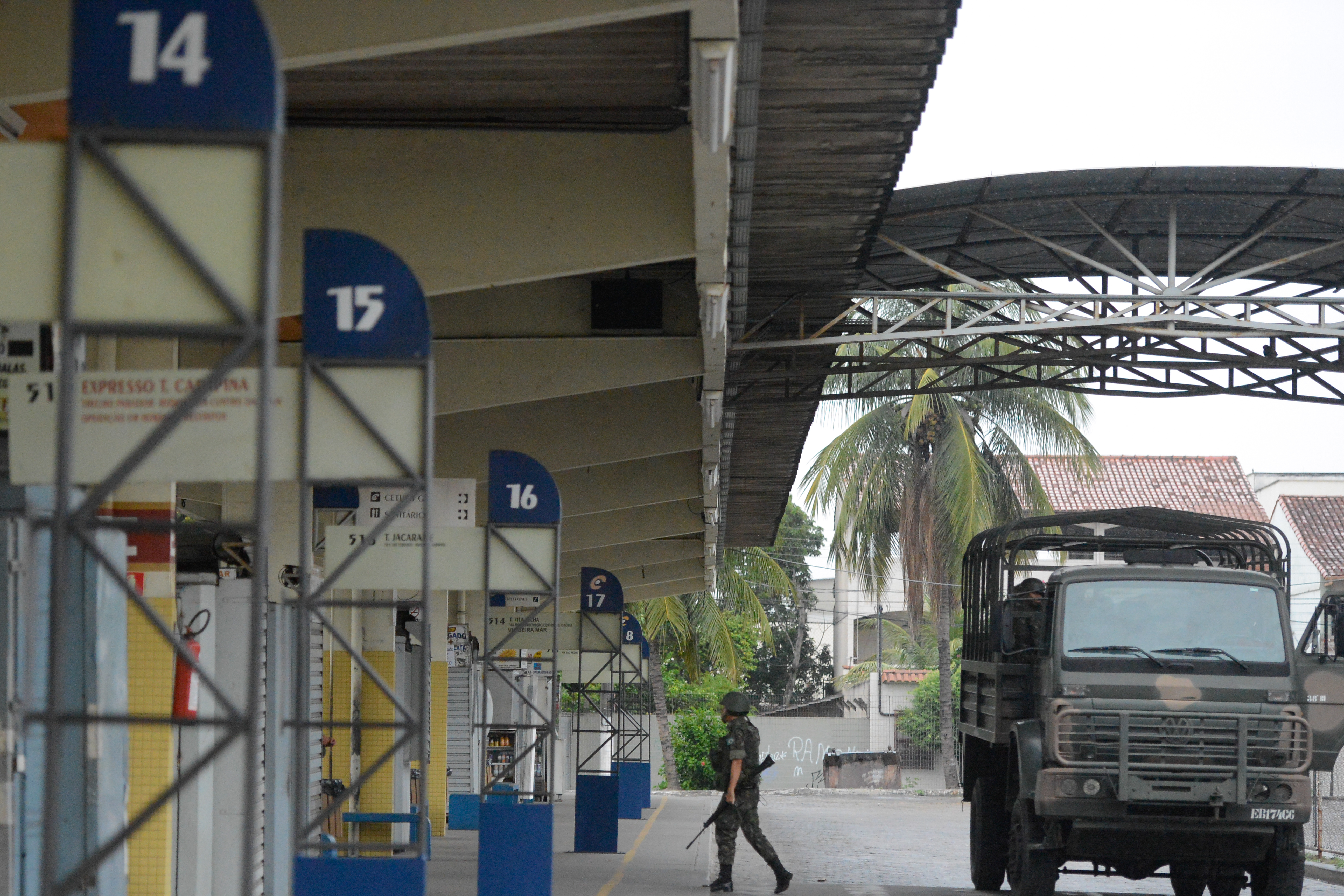
Militares durante patrulhamento de terminais rodoviários vazios em Vilha Velha

Em 6 de fevereiro de 2017, foram enviados para o Estado 1,2 mil soldados (das Forças Armadas e da Força Nacional). O governador Paulo Hartung chamou a greve de "chantagem".
É publicado no Diário Oficial em 8 de fevereiro a transferência do controle da segurança do Governo do Estado do Espírito Santo às Forças Armadas. O responsável pela operação foi o general de brigada do Exército Adilson Carlos Katibe, comandante da Força-Tarefa Conjunta Capixaba.
Em 10 de fevereiro, as associações de PMs chegaram a um acordo com o governo, que não foi reconhecido pelas entidades que iniciaram  paralisação. A negociação determinava que não haveria reajuste salarial, assim como não haveria as ações administrativas disciplinares, além de formarem uma comissão para determinar a carga horária dos militares. No entanto, os parentes dos policiais grevistas consideraram o acordo uma "mentira" por ter sido feito com as associações de militares em vez dos próprios parentes ou policiais que estavam aquartelados e não eram representados pelos presentes na reunião, de modo que estes continuariam com o movimento. O presidente da Associação dos Oficiais Militares do Espírito Santo (Assomes) afirmou que as associações participaram da negociação porque os parentes dos grevistas não possuem personalidade jurídica para representá-los, que "as associações são os únicos entes legitimados a fechar esse acordo" e que as punições seriam mais graves para os policiais do que para seus familiares. Em resposta a situação, no mesmo dia, o ministro da Defesa Raul Jungmann, afirmou que o exército vai permanecer no estado até o término “da greve ilegal” e ofereceu os quartéis do Exército para dar suporte aos policiais que queiram retornar ao trabalho.
Ainda de acordo com o o governo, helicópteros estão sendo usados para retirar policiais militares de dentro do Quartel do Comando Geral da Polícia Militar na Grande Vitória. O desembarque acontece na Rodoviária de Vitória.
Em 21 de fevereiro o ministro da Defesa Raul Jungmann prorroga por pelo menos mais 13 dias a permanência das Forças Armadas no Estado. São 3.454 militares das Forças Armadas nas ruas.
Em 24 de fevereiro o ministro interino da Justiça e Segurança Pública, José Levi Mello do Amaral Júnior, assinou a portaria atendendo ao pedido do Governo do Estado para que os homens da Força Nacional permanecessem no estado até a primeira semana de março.
Em 4 de março, após 31 dias de atuação no Espírito Santo, os militares da Força Tarefa Conjunta Capixaba começam a deixar o Estado. A operação terminou no dia 8 de março. A Força Nacional ainda continuou atuando no estado após 8 de março, garantindo a transição gradual e segura da volta à normalidade no Estado. Em 10 de abril, o Ministério da Justiça estende permanência da Força Nacional pela quarta vez, agora por mais 30 dias. A decisão atendeu a um pedido do Governo do Estado. Em 29 de abril, a Força Nacional encerra suas atividades no estado.

### Investigações e prisões
Em 10 de fevereiro de 2017, a Polícia Militar do Espírito Santo indiciou 703 policiais militares pelo crime de revolta, destes, 327 no dia anterior. Se condenados, a pena é de 8 a 20 anos de detenção em presídio militar e a expulsão da corporação. Segundo o Secretário de Segurança Pública, André Garcia, esses policiais tiveram o ponto cortado e não vão receber salário. O secretário informou que eles foram indiciados pelo crime militar de revolta por estarem armados e aquartelados nos batalhões. A condução dos inquéritos ficará a cargo da Corregedoria da PM.
Em 21 de fevereiro, a Polícia Militar informou que 2.851 policiais vão responder a inquéritos internos por "risco à disciplina" e por "dano à sociedade ou à corporação", cerca de 28% do efetivo.
O juiz da vara da auditoria militar, decretou a prisão de quatro policiais que são suspeitos de iniciar o movimento nos quartéis. Entre eles o ex-deputado federal e militar da reserva Lucinio Castelo de Assumção, mais conhecido como Capitão Assumção. Em 29 de março, cinco policiais militares que tentaram impedir a prisão do Capitão Assumção em 25 de fevereiro foram detidos. Segundo a Justiça, eles são acusados de resistência, ameaça e agressões. Em 25 de julho, os cinco policiais foram soltos por determinação da Justiça Militar.
Processos administrativos de 280 policiais tiveram penas abrandadas e vão ficar livres da pena de expulsão, mas podem chegar à prisão de 30 dias. Até junho de 2018 foram excluídos 16 militares.

#### Operação Protocolo Fantasma
Em 20 de fevereiro de 2017, uma operação do Ministério Público do Estado do Espírito Santo (MPES), com o apoio da Corregedoria da Polícia Militar e da Força Nacional, denominada Operação Protocolo Fantasma, cumpriu quatro mandados de prisão preventiva, 23 de busca e apreensão, e 17 notificações para depor a envolvidos na paralisação da Polícia Militar no estado. Os alvos da operação são policiais militares, familiares de policiais e representantes das associações de classe.
Em 23 de fevereiro um soldado e uma esposa de ex-policial também foram presos durante mais um desdobramento da operação. De acordo com o MPES, na noite do dia 19 de fevereiro, o soldado João Marcos Malta de Aguiar compartilhou informações detalhadas sobre cumprimento dos mandados de prisão e de busca e apreensão que ocorreria no dia seguinte, em grupos de trocas de mensagens, com outros militares. Para o MPES, isso permitiu que vários dos investigados ocultassem provas que seriam importantes para a investigação.
O MPES, por meio do Grupo de Atuação Especial de Combate ao Crime Organizado (Gaeco), ofereceu denúncia contra 22 pessoas, dentre policiais e familiares. Os crimes atribuídos aos investigados são formação de organização criminosa, atentado à segurança e ao funcionamento de serviços de utilidade pública, incitação pública à prática de crime, promoção de fuga de pessoa legalmente presa e desacato a funcionário público no exercício da função.
Em 11 julho de 2017, o MPES, o governo do Estado e as associações de classe da Polícia Militar chegaram a um acordo para encerrar ações judiciais. De acordo com o tenente-coronel Rogério Fernandes Lima, presidente da Associação dos Oficiais Militares do Espírito Santo (Assomes), ficou decidido que serão retiradas duas ações movidas contra as associações de militares. Foi acordado também, entre outros pontos, a reversão das transferências de militares realizadas nos meses de fevereiro e março de 2017, desde que requeridas pelos policiais transferidos.
Em 14 de maio de 2018, inicia-se as audiências dos processos relativos à Operação Protocolo Fantasma, que apura o suposto envolvimento de 24 pessoas no movimento de paralisação da Polícia Militar. São dois processos, um sobre policiais militares, com dez réus, e outro sobre os familiares envolvidos, com quatorze rés.

#### Anistia
Em 16 de janeiro de 2019, foi sancionada pelo governador Renato Casagrande após aprovação, por unanimidade, da Assembleia Legislativa do Espírito Santo (Ales) a Lei da Anistia aos militares estaduais ou a seus familiares pela participação no movimento grevista. A lei não se aplica aos inquéritos de crimes militares. Na corregedoria da PM, existem 2.622 processos administrativos contra os grevistas. Desses, 90 estavam em processo demissional. Outros 23 foram expulsos.

## Repercussão

### Internacional
Os tabloides britânicos noticiaram sobre a greve e os atos de violência no dia 6 de fevereiro de 2017. O The Sun e o Daily Mail, em meio a fotos de pessoas feridas e de um ônibus do Sistema Transcol sendo queimado, destacaram em suas reportagens uma citação das redes sociais, que diz "Os bandidos estão atirando aleatoriamente em quem passa na rua no Espírito Santo. Meu Deus, o que está acontecendo?". Além disso, comparam os acontecimentos ao filme The Purge, em que pessoas cometem crimes com a suspensão temporária das leis. Na manchete, o The Sun noticia "Caos sem lei no Brasil com lojas saqueadas, ônibus queimados e cadáveres espalhados pela rua após policiais entrarem em greve por causa de baixos salários". O Daily Mail, na sua versão online, mostra vídeos de saques a lojas, acrescentando na manchete que "Saques, estupros e assassinatos explodem nas ruas do Brasil depois de a polícia militar entrar em greve no estado do Espírito Santo".
O jornal estadunidense The Wall Street Journal, em seu site, disse que "Caos cresce em meio a greve policial em estado do Brasil". A difusora alemã de rádio e televisão Deutsche Welle noticiou em sua página em inglês que "Greve policial mergulha estado do Brasil na falta de lei". O site australiano News.com.au trouxe em sua manchete "Ruas da morte enquanto a anarquia e o caos governam". A emissora de televisão Al Jazeera, do Catar, publicou na sua página em inglês que "Estado do Brasil encara caos mortal em meio a greve policial". O site do jornal Pittsburgh Post-Gazette traz na manchete que Greve policial deixa 90 mortos e cidade brasileira em caos. O site da emissora de televisão Fox News noticia que "Greve policial de uma semana no Brasil deixa 120 mortos em meio a crescente anarquia". A agência inglesa Reuters informou: "Mais de 100 mortos no Brasil enquanto greve policial estimula a anarquia" e "Polícia do Brasil se recusa a encerrar greve de uma semana em estado afligido por assassinatos". A página da emissora britânica de rádio e televisão BBC noticiou "'Violência louca' em estado brasileiro durante greve policial".